# Света Неделя (Сервия)
Вижте пояснителната страница за други значения на Света Неделя.
„Света Неделя“ (на гръцки: Ναός Αγίας Κυριακής) е православна църква в южномакедонското градче Сервия (Серфиджеи), Егейска Македония, Гърция, част от Сервийската и Кожанска епархия.

## История
Построена е през 1679 година на мястото на по-малка църква, за да се използва като катедрала, която да замени базиликата „Свети Димитър“ от византийския град. До нея, от западната страна, е построена сградата на епископията, а в края на XIX век училището.
Високата камбанария е построена в 1938 година.
Храмът е опожаряван три пъти - в 1756 година, втори път в 1878 година по време на Олимпийското въстание и трети път в 1943 година от италианските окупационни войски.

## Описание
Представлява трикорабна базилика с висока камбанария и дървен фронтон. Централният кораб включва сводест купол. От южната страна на нартекса е параклисът „Свети Никанор“. Вътрешността на църквата е изписана - стените, таваните на корабите и купола. Височината на сградата е голяма, тъй като е заобиколена от нартекс с таванско помещение, докато главната църква включва женска църква.
Енорията включва параклисите на Сервийската крепост, гробищната църква „Свети Николай“, „Света Варвара“ при моста на езерото Полифитос и „Света Параскева“ във Врисес, както и две пещерни църкви, „Свети Георги Кремастос“ и „Свети Дух“.